# Apis mellifera unicolor
La abeja de Madagascar (Apis mellifera unicolor) es una subespecie de abeja doméstica propia de Madagascar, Mauricio y Reunión. Muy bien adaptada al ambiente, puede llegar a producir 50 kg de miel por colmena/año.
La miel en Madagascar es principalmente recolectada de colmenas rústicas, en virtud del poco desarrollo de colmenares de marcos móviles. Morfológicamente la abeja de Madagascar es parecida a la abeja de Chipre, muy dócil y de alto valor comercial cuando es aclimatada. 
Un ecotipo de Apis mellifera unicolor ocupa la zona costera de la Isla de Madagascar. Es una abeja oscura, completamente negra incluyendo el escutelo y el tomento marrón oscuro. Pertenece al linaje "tipo A" (africano).